# Dragon d'eau (astrologie)
Pour les articles homonymes, voir Renchen (homonymie).
| Éléments du cycle sexagésimal 干支 | Éléments du cycle sexagésimal 干支 | Éléments du cycle sexagésimal 干支 | Éléments du cycle sexagésimal 干支 | Éléments du cycle sexagésimal 干支 | Éléments du cycle sexagésimal 干支 | Éléments du cycle sexagésimal 干支 | Éléments du cycle sexagésimal 干支 | Éléments du cycle sexagésimal 干支 | Éléments du cycle sexagésimal 干支 | Éléments du cycle sexagésimal 干支 | Éléments du cycle sexagésimal 干支 |
| ---------------------------------- | ---------------------------------- | ---------------------------------- | ---------------------------------- | ---------------------------------- | ---------------------------------- | ---------------------------------- | ---------------------------------- | ---------------------------------- | ---------------------------------- | ---------------------------------- | ---------------------------------- |
| 01 Rat bois                        | 02 Buffle bois                     | 03 Tigre feu                       | 04 Lièvre feu                      | 05 Dragon terre                    | 06 Serpent terre                   | 07 Cheval métal                    | 08 Chèvre métal                    | 09 Singe eau                       | 10 Coq eau                         | 11 Chien bois                      | 12 Cochon bois                     |
| 13 Rat feu                         | 14 Buffle feu                      | 15 Tigre terre                     | 16 Lièvre terre                    | 17 Dragon métal                    | 18 Serpent métal                   | 19 Cheval eau                      | 20 Chèvre eau                      | 21 Singe bois                      | 22 Coq bois                        | 23 Chien feu                       | 24 Cochon feu                      |
| 25 Rat terre                       | 26 Buffle terre                    | 27 Tigre métal                     | 28 Lièvre métal                    | 29 Dragon eau                      | 30 Serpent eau                     | 31 Cheval bois                     | 32 Chèvre bois                     | 33 Singe feu                       | 34 Coq feu                         | 35 Chien terre                     | 36 Cochon terre                    |
| 37 Rat métal                       | 38 Buffle métal                    | 39 Tigre eau                       | 40 Lièvre eau                      | 41 Dragon bois                     | 42 Serpent bois                    | 43 Cheval feu                      | 44 Chèvre feu                      | 45 Singe terre                     | 46 Coq terre                       | 47 Chien métal                     | 48 Cochon métal                    |
| 49 Rat eau                         | 50 Buffle eau                      | 51 Tigre bois                      | 52 Lièvre bois                     | 53 Dragon feu                      | 54 Serpent feu                     | 55 Cheval terre                    | 56 Chèvre terre                    | 57 Singe métal                     | 58 Coq métal                       | 59 Chien eau                       | 60 Cochon eau                      |

Le dragon d'eau est le vingt-neuvième élément du cycle sexagésimal chinois. Il est appelé  renchen, ou jen-yin en chinois, (chinois traditionnel et simplifié : 壬辰 ; pinyin : rénchén), imjin en coréen, jinshin en japonais et nham thin en vietnamien. Il est précédé par le lièvre de métal et suivi par le serpent d'eau.
À la tige céleste ren est associé le Yáng et l'élément eau, et par la branche terrestre chen, le Yáng, l'élément terre et le signe du dragon.

## Années dudragon d'eau
La transition vers le calendrier grégorien se fait en multipliant par soixante et en ajoutant trente-deux. Sont ainsi appelées année du dragon d'eau les années :

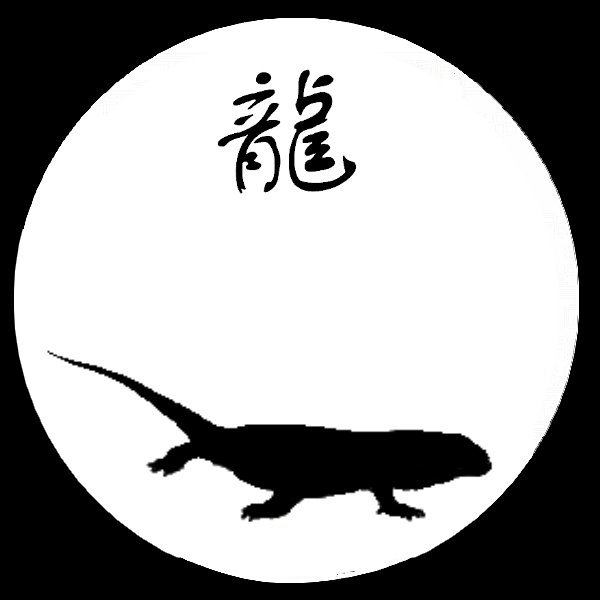
Signe astrologique chinois'Le DRAGON.

| Ier millénaire                                                                                      | IIe millénaire                                                                                                  | IIIe millénaire |
| --------------------------------------------------------------------------------------------------- | --- | --- |
| - 32 - 92 - 152 - 212 - 272 - 332 - 392 - 452 - 512 - 572 - 632 - 692 - 752 - 812 - 872 - 932 - 992 | - 1052 - 1112 - 1172 - 1232 - 1292 - 1352 - 1412 - 1472 - 1532 - 1592 - 1652 - 1712 - 1772 - 1832 - 1892 - 1952 | - 2012 - 2072 - 2132 - 2192 - 2252 - 2312 - 2372 - 2432 - 2492 - 2552 - 2612 - 2672 - 2732 - 2792 - 2852 - 2912 - 2972 |